# Tur (obwód wołyński)
Tur (ukr. Тур) – wieś na Ukrainie, w obwodzie wołyńskim, w rejonie kowelskim.
Pod koniec XIX w. wieś w powiecie kowelskim, w gminie Zabłocie (stacja kolejowa).
Do 2020 w rejonie ratnieńskim.